# Bernardo Repuyan
Bernardo Rebancos Repuyan (ur. 2 kwietnia 1928, zm. 14 listopada 2009 w Fairfax) – filipiński judoka. Olimpijczyk z Tokio 1964, gdzie zajął siedemnaste miejsce w wadze średniej.

## Letnie Igrzyska Olimpijskie 1964
| Konkurencja | Eliminacje                | Eliminacje            | Klas. końcowa |
| Konkurencja | Przeciwnik I              | Przeciwnik II         | Miejsce       |
| ----------- | ------------------------- | --------------------- | ------------- |
| 80 kg       | Kanapathy Moorthy (MAS) P | Rodolfo Pérez (ARG) P | 17.           |